# Runcinoidea
Runcinoidea is een superfamilie van weekdieren uit de klasse van de Gastropoda (slakken).

## Families
- Ilbiidae Burn, 1963
- Runcinidae H. Adams & A. Adams, 1854